# Jüdischer Friedhof (Arfurt)

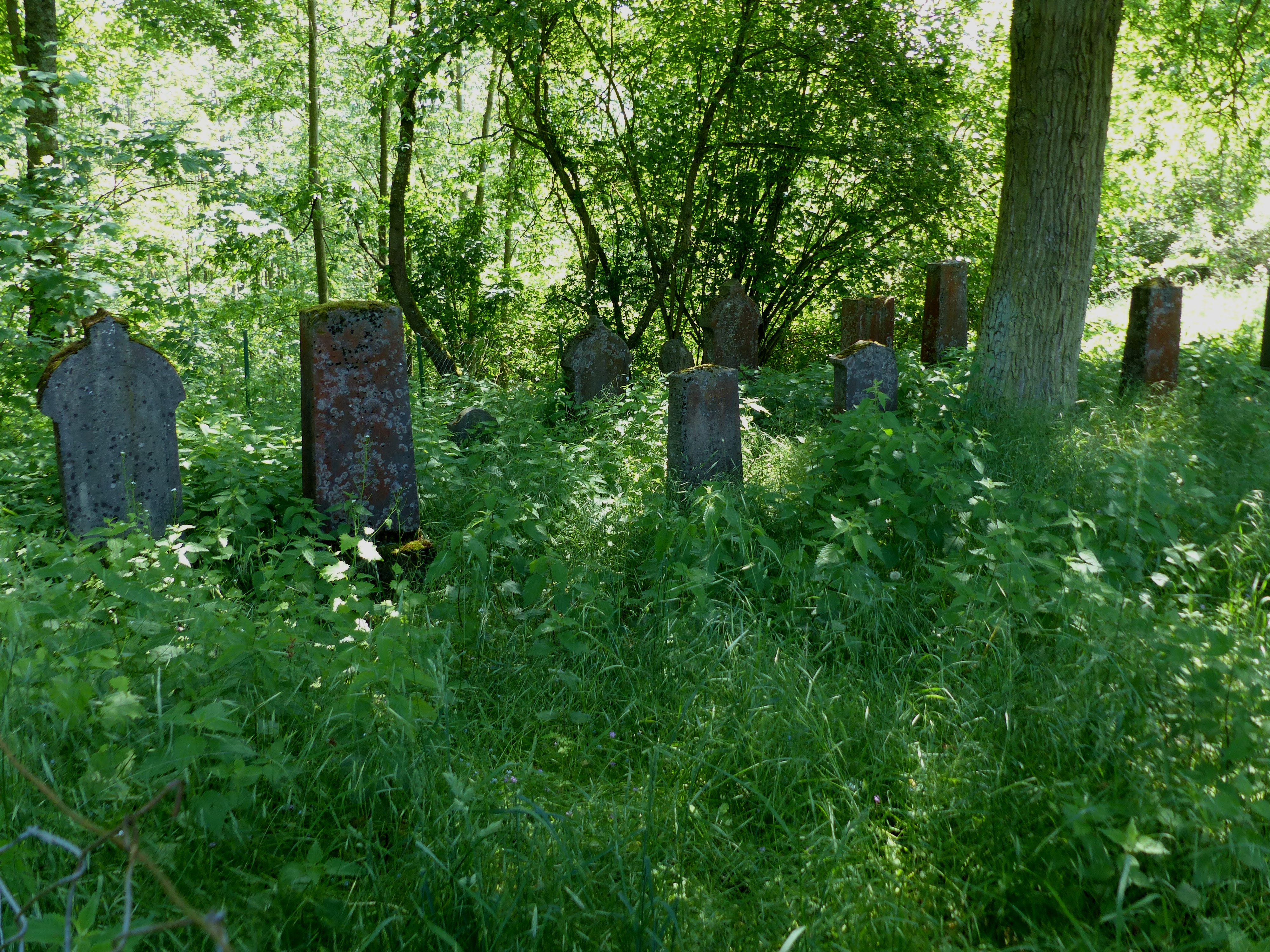
Jüdischer Friedhof Arfurt

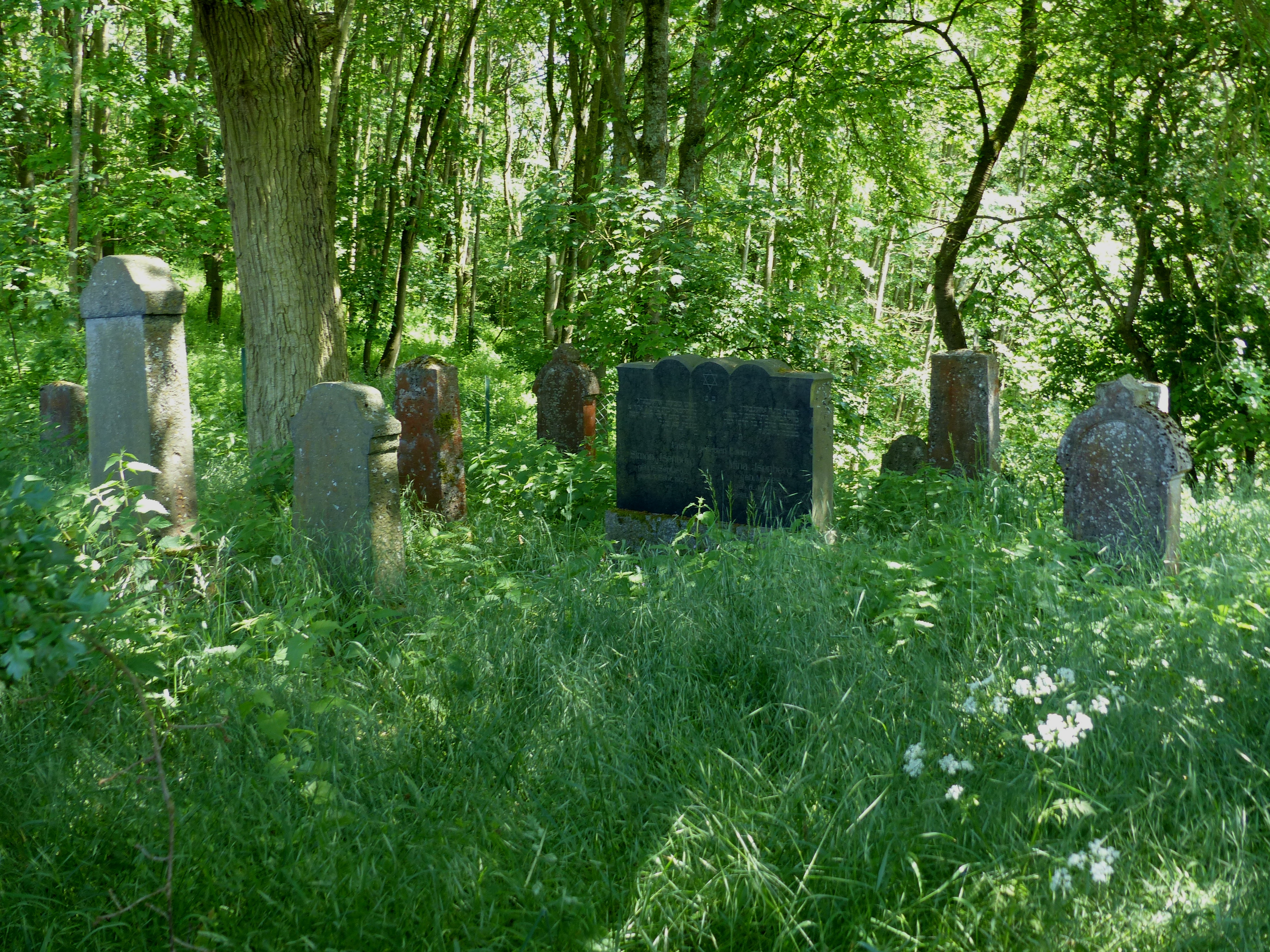
Jüdischer Friedhof Arfurt

Der jüdische Friedhof Arfurt  in Arfurt, einem Stadtteil von Runkel im mittelhessischen Landkreis Limburg-Weilburg in Hessen, befindet sich nordwestlich des Ortes ungefähr in der Mitte der Strecke von der Marienkapelle zur Lahn an einem Feldweg in der Gemarkung Steinkraut.

## Beschreibung
Der jüdische Friedhof Arfurt wurde vermutlich Anfang des 19. Jahrhunderts als Begräbnisstätte angelegt. Da Arfurt keine eigene jüdische Gemeinde besaß, sind nur Verstorbene der jüdischen Gemeinde Villmar (mit Filialorten) beerdigt worden. Mit der Anlage eines eigenen jüdischen Friedhofs in Villmar in den 1920er Jahren wurde der Friedhof in Arfurt nicht mehr genutzt. Insgesamt sind 43 Grabsteine erhalten geblieben, der älteste Grabstein ist mit dem Jahr 1858 und jüdischer Zeitzählung (5618 = 1858) datiert. Die letzte Beisetzung wurde im Jahr 1927 durchgeführt. Im Jahr 1994 wurden die umgefallenen Grabsteine wieder aufgerichtet und restauriert, für einige sind nur Grabsteinfragmente vorhanden.
Das Areal des Friedhofs besteht aus einer rechteckigen Fläche mit leichter Hanglage in einem kleinen Waldstück und war ursprünglich mit einer Hecke abgegrenzt sowie mit einem Eingang im nördlichen Friedhofsbereich versehen.
Die Friedhofsfläche umfasst 10,16 Ar und ist im Denkmalverzeichnis des Landesamts für Denkmalpflege Hessen als Kulturdenkmal aus geschichtlichen Gründen eingetragen.